# XXXV Congreso nacional de la SFIO
El XXXV Congreso de la SFIO, también llamado Congreso de Royan, se celebró en Royan del 4 al 7 de junio de 1938.
El Congreso aprobó por 4.904 votos contra 3.033 (292 abstenciones y 78 ausencias) la disolución de la Federación del Sena en marzo de 1938 por haber organizado una manifestación contra la participación ministerial y la política de Unión Nacional propuesta por Léon Blum como respuesta al Anschluss, que provocó la escisión de Marceau Pivert, quien fundó el Partido Socialista de Trabajadores y Campesinos (PSOP).